# تشيبمان (ألبرتا)
تشيبمان (بالإنجليزية: Chipman, Alberta)‏ هي مستوطنة تقع في كندا في ألبرتا. يقدر عدد سكانها بـ 284 نسمة ومساحتها 9.61 كم2 وترتفع عن سطح البحر 670 متر.